# Evacanthus rufomarginatus
Evacanthus rufomarginatus är en insektsart som beskrevs av Kuoh 1987. Evacanthus rufomarginatus ingår i släktet Evacanthus och familjen dvärgstritar. Inga underarter finns listade i Catalogue of Life.